# فيفيان توماس
فيفيان تيودور توماس (بالإنجليزية: Vivien Thomas)‏ ( 29 أغسطس 1910 - 26 نوفمبر 1985) 

## النشأة
ولد توماس في نيو أيبيريا في جنوب ولاية لويزيانا وهو ابن ماري ووليام ماركو ثوماس. درس في مدرسة بريل الثانوية في ناشفيل في العشرينيات من القرن العشرين.

## العمل مع بلالوك
توماس وبلالوك وضعوا حجر الأساس من خلال أبحاثهم عن مسببات النزفية و الصدمة الؤلمة. هذه الأعمال تطورت لأبحاث عن المتلازمة الهرسية. و انقذت حياة آلاف الجنود في اراض المعارك في الحرب العالمية الثانية. من خلال مئات التجارب، الاثنان ضحدوا نظريات والمعتقدات التقليدية والتي تقول بأن سبب الصدمة هو السموم في الدم. بلالوك وهو عالم ومفكر مبدع وشيئاً ما من محارب المعتقدات. أصدر نظرية بأن اسباب الصدمة هي من فقدان السوائل خارج السرير الوعائي وأن هذه الحالة تُعالج باستبدال السوائل. بمساعدة توماس استطاع أن يثبت النظرية بلدليل القاطع.  وبالتالي اكتسب سمعة واسعة في المجتمعات الطبية في منتصف الثلاثينيات. وفي الوقت ذاته بلالوك وتوماس بدؤوا عمل تجاربهم على الأوعية الدموية وجراحة القلب. هذا العمل أدى إلى تأسيس أساس العمليات الثورية للحفاظ على الأرواح والتي قاموا بتأديتها في جونز هوبكنز بعد عقد.

## متلازمة الطفل الازرق